# Tamboret Frenesí
El Tamboret Frenesí és un tamboret produït el 1984 pel Grup Transatlàntic, format pel grafista Lluís Morillas (Barcelona, 1958) i els dissenyadors industrials Ramon Benedito (Barcelona, 1945) i Josep Puig (Terrassa, 1955). Per a Transatlàntic, el tamboret Frenesí fou un moble amb protagonisme, que barrejava l'atreviment i la utilitat en astuta combinació. Com ha manifestat Josep Puig en alguna ocasió, un moble amb una nova aparença externa que, alhora, donava una agradable sensació de confort.

## Història
L'any 1983 el grafista Lluís Morillas i els dissenyadors industrials Ramon Benedito i Josep Puig, crearen el grup Transatlàntic amb què van realitzar propostes avançades en el camp del disseny fins a 1990, any de la dissolució de l'equip. Un dels primers resultats va ser el Programa Metamorfosi (1984), consistent en una col·lecció de mobiliari anomenada Mobles Sensuals que integrava la tauleta Mesamela, la cadira Seductora, la barra de bar Íntima i el tamboret Frenesí.
Aquest últim, l'únic comercialitzat de tots quatre, va aconseguir un bon grau d'acceptació entre el públic, alhora que va ser l'estrella indiscutible de la col·lecció. La novetat radicava en la contundent composició en diagonal, així com en la forma del seient i la base de suport, que trencaven totalment amb l'estructura dels tamborets tradicionals. En aquest sentit, les quatre potes usuals es van convertir en una, i es va evitar el clàssic seient rodó i pla en favor d'un d'antropomòrfic, molt proper al seient de bicicleta.
En el moment de projectar el tamboret, el grup Transatlàntic estava al corrent del disseny postmodern i va voler, amb la col·lecció que integra aquesta peça, donar resposta a l'interiorisme refinat dels bars de la dècada del 1980, que tenia cura del disseny general d'interior però oblidava el mobiliari, sovint relegat a l'ús dels models estàndards. L'equip encetà així un treball d'investigació en la línia del disseny experimental que, plenament avantguardista, aconseguí tenir el seu primer èxit amb el tamboret. Va ser produït per l'empresa Akaba, SA, amb seu a Lasarte (Guipúscoa), a partir de 1986. A la continuïtat del seu treball seguiren altres resultats, com el llit Nexus (1986) i el moble de rebedor Alícia (1987), aquest últim també present a la col·lecció del Museu de les Arts Decoratives de Barcelona.
Diversos locals van adquirir el tamboret, produït aleshores per la jove i prometedora empresa Akaba, SA, que el va distribuir a Alemanya, Austràlia, Espanya, Estats Units, França, Regne Unit, Xina (Hong Kong), el Japó, Singapur, Suècia i Suïssa.

## Característiques

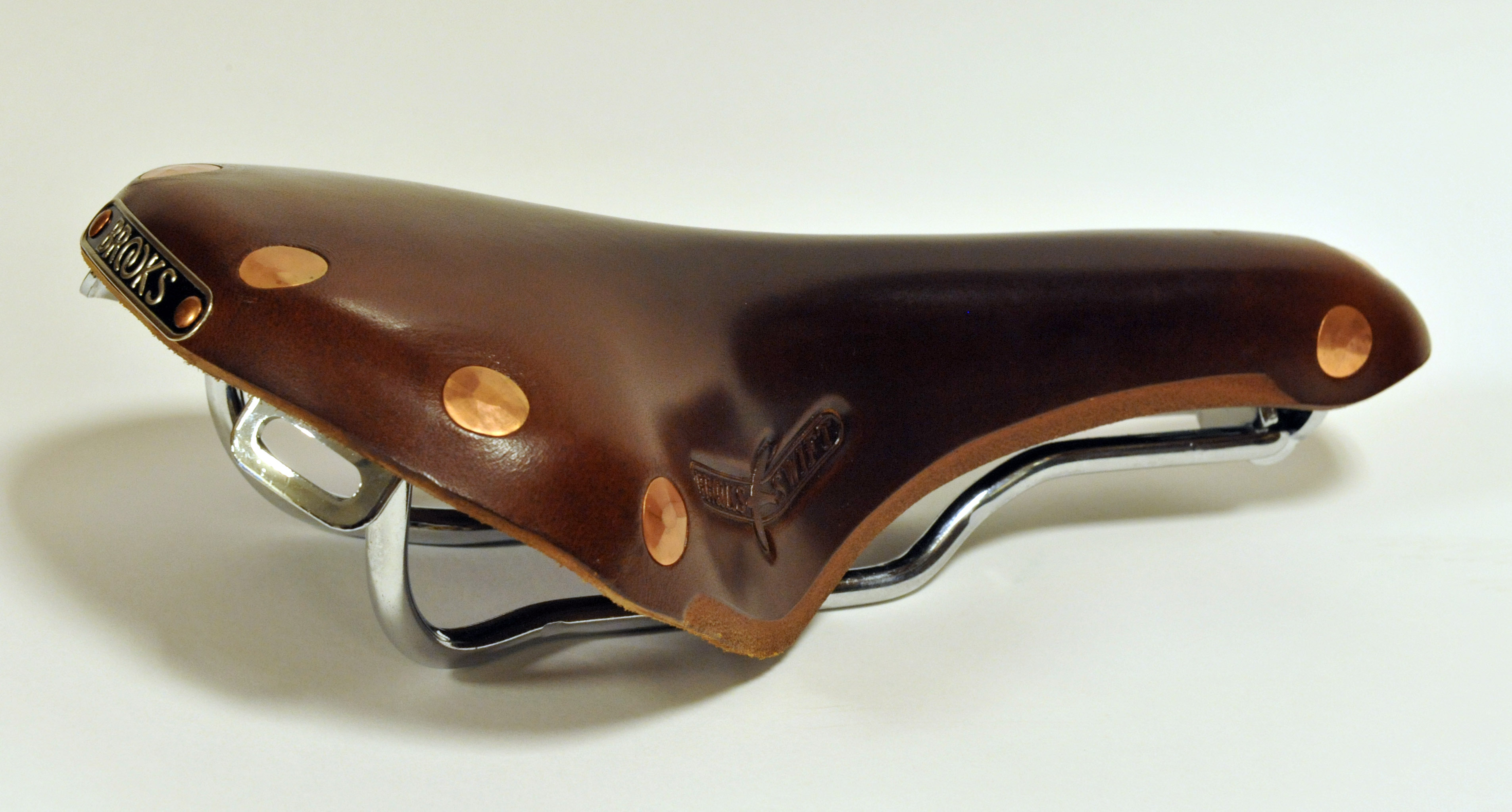
El seient antropomòrfic del Tamboret Frenesí recorda a un seient de bicicleta.

Estructuralment, el tamboret Frenesí es caracteritza per un cossol d'acer inoxidable en forma de disc que fa de base, d'on surt un tub cilíndric inclinat d'acer cromat que n'és el suport, del qual surten el reposapeus d'alumini i dos tirants posteriors -de titani a la primera producció i posteriorment realitzats d'acer cromat- que aguanten el seient, compost per una consistent làmina de ferro entapissada de cuir i que s'aguanta pels extrems amb els tirants i el tub, d'on sobresurt una peça semiesfèrica de PVC rosada o morada.
El seient s'havia pensat sense la fina làmina de ferro que li dona consistència, de manera que resultava tou i provocava, en asseure-s'hi, una sensació embolcalladora que deixava el cos en suspensió entre els tres extrems de suport. La voluntat d'assegurar la resistència i la durabilitat del cuir va obligar a afegir-hi la mencionada làmina de ferro, sense que el seient deixés d'evocar la roba íntima. Aquesta intimitat es lliura al fàl·lic suport inclinat, on despunta, al capdamunt de tot, un extrem arrodonit amb els carnosos colors del desig. Són, doncs, parts d'un seient que poden arribar a afectar l'usuari, perquè a Frenesí hi ha pell i símbol entre les cames. De manera anàloga a l'erotisme de la peça, cal destacar-hi la comoditat, la funcionalitat i l'estètica, a més d'un equilibri entre elements suaus, segurs i resistents.

## Exposicions
El model va ser exposat l'any 1985 a les mostres Worldesign (Washington) i Europàlia (Brussel·les), i l'any 1987 a Design-Auswahl (Stuttgart), a la XIX Biennal Internacional (São Paulo). També va formar part de l'exposició retrospectiva sobre els Premis Delta que es va celebrar a la sala 3 del Palau Robert de Barcelona entre el 7 d'octubre de 2010 i el 26 de juny del 2011.

## Presència a Museus
El 1994 l'empresa Akaba, SA en donà un exemplar d'època al Museu de les Arts Decoratives de Barcelona, que s'exposà a la seva col·lecció permanent al Palau Reial de Pedralbes, i l'any 2010 n'ingressà un altre a les col·leccions del Museu Victoria and Albert de Londres.

## Premis i reconeixements
- 1986 - Premi Delta de Plata[7]